# Adam Gottlob Schirach
 (décembre 2024).
Si vous disposez d'ouvrages ou d'articles de référence ou si vous connaissez des sites web de qualité traitant du thème abordé ici, merci de compléter l'article en donnant les références utiles à sa vérifiabilité et en les liant à la section « Notes et références ».
Adam Gottlob Schirach (Hadam Bohuchwał Šěrach en sorabe) est un agronome allemand né en 1724 à Nostitz et mort en 1773 à Kleinbautzen (village aujourd'hui rattaché à la commune de Malschwitz).

## Biographie
Né à Nostitz, il est fils de pasteur. Il étudie à l'université de Leipzig et devient lui-même pasteur à Kleinbautzen en Lusace. 
Il fonde en 1766 une des premières sociétés d'apiculture et fait de nombreuses observations sur les abeilles et les moyens de les multiplier.

## Œuvres
- Traité des abeilles, Leipzig, 1768 ;
- Histoire naturelle de la reine des abeilles, 1768 ;
- Culture des Abeilles des bois, 1774 (posthume).

Plusieurs planches de l’Oekonomische Encyklopädie de 1774 sont tirées de son œuvre.